# V921 Геркулеса
V921 Геркулеса (лат. V921 Herculis), HD 152172 — двойная затменная переменная звезда типа Беты Лиры (EB) или затменная переменная звезда типа W Большой Медведицы (EW) в созвездии Геркулеса на расстоянии приблизительно 1260 световых лет (около 387 парсек) от Солнца. Видимая звёздная величина звезды — от +9,8m до +9,45m. Орбитальный период — около 0,8774 суток (21,057 часа). Возраст звезды определён как около 3,044 млрд лет.

## Характеристики
Первый компонент — белая звезда спектрального класса A5, или A7IV*. Масса — около 1,784 солнечной, радиус — около 2,56 солнечного, светимость — около 12,2 солнечной. Эффективная температура — около 7327 K.
Второй компонент — жёлто-белая звезда спектрального класса F-A. Масса — около 0,403 солнечной, радиус — около 1,29 солнечного, светимость — около 1,59 солнечной. Эффективная температура — около 7003 K.

## Планетная система
В 2019 году учёными, анализирующими данные проектов HIPPARCOS и Gaia, у звезды обнаружена планета.